# 아베 신타로
아베 신타로(일본어: 安倍 晋太郎, 1924년 4월 29일~1991년 5월 15일)는 11선 중의원 의원을 지낸 일본의 정치인이다.
아버지 아베 간은 재선 중의원 의원을 지냈으며 장인 기시 노부스케와 차남 아베 신조는 총리대신을 지냈다.

## 생애

### 학창 시절
1924년 4월 29일에 도쿄부 도쿄시 요쓰야구(지금의 도쿄도 신주쿠구)에서 아베 간의 장남으로 태어났다. 본적은 야마구치현 오쓰군 유야정으로 지금의 나가토시다. 아베가는 에도 시대에 쇼야를 역임했으며 술과 간장 양조장을 경영해 오쓰군에서 명가로 알려져 있었다. 메이지 시대에 접어들었을 무렵엔 아베 신타로의 백부 아베 신타로와 아버지 아베 간이 야마구치현의회 의원과 중의원 의원을 지냈다.
아베 신타로는 도쿄에서 태어났지만 얼마 지나지 않아 야마구치로 이사를 가서 그곳에서 자랐다. 구제 야마구치 중학교를 진학했으며 이후 생후 100일도 채 되지 않았을 때 이혼한 어머니가 재혼했단 소식을 듣고 도쿄에 찾아갔으나 어머니를 만나지는 못했다.
1년간 재수를 하여 1943년에 구제 제육 고등학교에 입학했으며 1944년 9월에 조기 졸업을 한 뒤 도쿄 제국대학(지금의 도쿄 대학) 법학부에 진학했다. 하지만 10월에 해군 시가항공대에 예비학생으로 입대했다. 태평양 전쟁이 일본의 항복으로 끝난 뒤 대학에 복학했는데 1946년 1월 30일에 아버지가 심장마비로 사망했고 그 다음 해에는 아베 신타로의 양육을 담당했던 백모도 사망했다.

### 신문 기자
1949년에 대학을 졸업한 뒤 『마이니치 신문』에 입사해 정치부 기자가 되었다. 1951년에는 기시 노부스케의 장녀 아베 요코와 결혼했다.
1956년 12월에 수립된 이시바시 내각에 기시가 외무상으로 입각했다. 이에 아베는 기자를 사직한 뒤 외무대신비서관이 되면서 정계에 발을 들여놓았다. 이때 아베는 총선 출마를 검토했지만 기시와 동생인 사토 에이사쿠가 아직은 이르다고 반대하여 출마를 포기했다.
1957년 2월에 기시가 총리대신이 되어 제1차 기시 내각이 발족하자 아베는 내각총리대신비서관으로 자리를 옮겼다.

### 정계 입문
1958년 총선에 자유민주당 공천을 받아 출마했다. 지역구는 야마구치현 제1구였는데 아베가 출마하자 아베 간의 지지 기반을 물려받은 스토 히데오를 지지하는 세력과 아베 신타로를 지지하는 세력이 대립하게 됐다. 결과적으로 아베가 2등, 스토가 3등을 했는데 표 차이는 600표가 채 되지 않았다. 훗날 맹우 관계가 되는 다케시타 노보루도 이 선거에서 처음 당선됐다.
1960년 총선에서 재선에 성공했지만 1963년 총선에서 낙선했다. 다음 선거에서도 낙선한다면 정계 복귀의 가능성이 현저히 낮아질 우려가 있었기에 기시와 사토의 도움을 받아 선거구가 같고 지지 기반도 겹치는 요시다 시게루의 직계인 스토의 후원회장을 맡고 있던 야마구치현 수산업회의 중진 후지모토 만지로를 후원회장으로 영입했다. 그리고 1967년 총선에서 정계 복귀에 성공했으며 이 선거에서 스토는 당선에는 성공했지만 정계를 은퇴하게 됐다.
1969년 총선 때는 스토의 후계자로 하야시 요시로가 입후보했다. 하야시의 아버지 요시스케는 초선 중의원 의원을 지낸 뒤 기업인으로 있으면서 원래 아베의 후원회장으로 일했으며 하야시의 어머니 역시 후원회에서 일하고 있었다. 하지만 아들이 출마하면서 이들이 하야시 요시로를 지원했고 하야시 요시스케의 산하에 있는 시모노세키시의 유력 기업들도 하야시 지지로 돌아서면서 아베에겐 어려운 선거가 되었다. 이를 극복하기 위해 아베는 야마구치현에 많이 거주하고 있던 재일 한국인들의 표를 적극적으로 모았다. 그 결과 야마구치현 재일한국인 상공회장 등을 역임한 재일본조선인총련합회의 여성근, 파친코 업계의 큰손인 나나요 물산의 창업자 요시모토 쇼지 등의 지지를 받는 데 성공했다. 애초에 아베는 『부산일보』와 한국방송공사의 사장을 지낸 최세경이 고교 시절 동창이기도 하여 재일 조선인에 대한 편견이 없었다.
아베는 기시파에 속했다가 나중에 기시파를 계승한 후쿠다파에 속했다. 파벌 영수인 후쿠다 다케오가 사토의 후계 자리를 놓고 다나카 가쿠에이와 각복전쟁을 벌일 때도 후쿠다를 지지했다. 한편 기시의 전폭적인 지지를 바탕으로 사실상 차기 파벌 영수로 여겨지기도 했다.
자민당에서 농림부회, 외교부회, 국방부회 등에서 부부회장을 지냈는데 1967년 11월에 출범한 [[제2차 사토 내각 (제1차 개조)]에서 농림정무차관으로 일하는 등 농정 분야에서 두각을 나타내는 한편 외교 등에서도 경력을 쌓아나갔다. 중의원 대장위원장을 거쳐 1974년12월에 출범한 미키 내각에서 농림상으로 임명되면서 처음 입각했다. 1976년에는 자민당 국회대책위원장이 되었고 1977년 11월 후쿠다 다케오 내각 (개조)에서 내각관방장관을 지내면서 「중일평화우호조약」 체결에 관여했다. 1978년에 후쿠다가 총재 재선에 의욕을 드러내자 분위기를 확실히 다잡기 위해 중의원 해산을 후쿠다에게 건의했지만 명분 없는 해산에 반대한다며 방위청 장관 가네마루 신이 찬성하지 않으면서 해산은 무산됐다. 이후 진행된 총재 선거에서 후쿠다는 오히라 마사요시에게 큰 표차로 패배했다.
1979년 11월 자유민주당 정무조사회장에 취임했다. 당시 후쿠다파와 오히라파가 대립하고 있었기에 당3역 중 하나가 되었지만 운신의 폭이 넓지 못했다. 1980년 5월 해프닝 해산 때에는 내각 불신임 결의안 표결이 이루어지기 직전에 후쿠다파에 의해 본회의장에서 끌려나가는 일도 있었다. 1981년 11월에 정조회장에서 물러난 뒤 스즈키 젠코 내각 (개조)에 통산상으로 입각했다.
1982년 10월에 스즈키 젠코가 총재직에서 물러날 것을 표명하면서 총재 선거가 예정되었다. 다나카파가 나카소네 야스히로를 지지하자 다나카파를 견제하기 위해 후쿠다는 아베를 선거에 출마시키기로 했다. 본선거를 진행하기 전에 예비선거를 치르려면 입후보자가 4명이 필요했기에 고모토 도시오와 나카가와 이치로도 출마했다. 당초에는 고모토를 총재로 옹립해 반다나카 정권을 수립하는 게 목적이었지만 아베에 대한 지지가 생각만큼 크지 못했고 고모토의 지지율이 나카가와보다 낮을 수 있다는 관측이 나오는 등 혼란을 거듭했다. 아베의 지지율이 낮게 나오면 정치 생명에도 영향을 줄 수 있다고 우려한 기시는 아베에게 총재 선거를 포기할 것도 권했지만 아베는 이를 받아들이지 않았다. 11월 24일에 진행된 총재 선거에서 1위는 나카소네였고 고모토, 아베, 나카가와가 그 뒤를 이었다. 나카소네가 과반수 득표에 성공했기에 본선거가 의미없다고 생각한 고모토와 아베가 후보를 사퇴하면서 나카소네의 승리로 끝났다.

### 외무상
선거 3일 뒤에 제1차 나카소네 내각이 출범했다. 나카소네는 각료 인사를 아베에게 상담하는 등 아베를 중시하는 자세를 보였으며 아베 본인이 외무상으로 입각하기도 했다. 아베는 기시가 쌓은 미국 인맥을 살리고 대한민국 등 아시아와의 외교에 진력하여 언론으로부터 외교의 아베라고 호평을 받았다. 한편으로 퍼포먼스에 뛰어난 나카소네에 가려지고 전임 외무상들과 크게 다를 것 없는 모습을 보여줬다는 혹평도 받았다. 나카소네의 후임을 노리고 내세운 글로벌 뉴딜도 국민의 관심을 얻는 데는 실패했다.
1986년 7월에 치러진 양원 동시 선거에서 자민당이 대승을 거두었다. 그리고 16일에 후쿠다는 파벌 회장 자리를 아베에게 넘겨줬다. 22일에 제3차 나카소네 내각이 출범하자 아베는 4년 가까이 지켜온 외무상에서 물러난 뒤 자유민주당 총무회장에 취임했다.
나카소네의 총재 임기 만료가 다가오자 아베, 다케시타 노보루, 미야자와 기이치 등 뉴리더가 후보군으로 이름이 오르내리기 시작했다. 하지만 선거를 승리로 이끈 나카소네의 공적을 인정해야 한다는 취지로 임기를 1년 연장하는 조치가 취해지는 등 뉴리더는 시종 나카소네에게 끌려다녔고 급기야는 후임 총재 지명권도 나카소네에게 양보했다. 다만 뉴리더들은 선배들과 달리 정치적 분쟁을 벌이길 꺼려하여 선거보단 합의로 총재를 결정하길 원했다는 후문도 있다. 당시 여론은 아베가 나카소네의 후임이 될 것을 예상했으나 나카소네는 당내 최대 파벌이 15년 만에 총재 후보를 배출했으니 이를 배려해야 한다며 다케시타를 후임으로 지명했다. 이를 나카소네 재정이라 한다.
다케시타는 자신에게 협력하면 차기 총재로 아베를 지지할 것이라며 협력을 구했다는 얘기도 있지만 당시 아베의 비서로 일하던 아베 신조 등을 비롯한 아베측 관계자들은 이 설을 부정한다. 아베가 후계 총재 자리를 놓쳐버리자 아베파의 중진 의원이던 고이즈미 준이치로는 격노하여 다른 의원들 앞에서 아베에게 화를 내기도 했다.
1987년 11월 6일 다케시타 내각이 성립하자 아베는 자유민주당 간사장에 취임했다. 이후 소비세 도입 등 주요 정책에 적극적으로 참여하며 자타공인 다케시타의 후임 총재로 여겨졌다.

### 사망

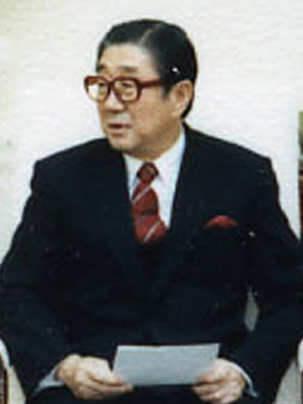
1987년 4월 21일에 촬영한 사진.

1988년에 아베의 비서가 리크루트 코스모스로부터 비공개 주식을 받은 사실이 드러나 당시 정국을 떠들썩하게 하던 리크루트 사건에 휘말렸다. 이에 1년간 혹은 차기 총재 선거까지 당직을 사임한다는 당 내규의 대상이 되었다.
1989년 4월 18일 총담관 결석 치료를 위해 준텐도 대학 의학부 부속 준텐도 병원에 입원했다. 당초에는 리크루트 사건으로 성난 민심을 가라앉히기 위한 피난성 입원으로 여겨졌다. 그런데 5월에 아베가 췌장암에 걸렸으며 이를 고치기 위해 췌장, 십이지장, 그리고 위장 일부를 도려내는 수술을 받은 사실이 알려졌다. 그리고 7월 25일에 퇴원했다.
리크루트 사건으로 다케시타가 사임했지만 똑같은 스캔들에 휘말린 뉴리더가 다케시타의 후임이 될 수는 없었다. 결국 우노 소스케가 후임 총재로 취임했지만 참원선 패배의 책임을 지고 재임 2개월 만에 물러났다. 후임 총재로는 가이후 도시키가 취임했다. 한편 아베는 1990년 1월에 소련을 방문했다.
리크루트 사건이 어느 정도 진정되어 가자 아베파는 아베를 차기 총재로 옹립하기 위해 파벌의 세를 확장하고자 했다. 1990년 2월로 예정되어 있던 총선을 대비해 신인 정치인들을 대거 입후보시켰고 많은 소장파 의원들의 당선을 이끌어냈다. 하지만 6월에 미국을 찾은 아베는 8월에 다시 병세가 악화돼 9월 6일에 입원하게 됐다. 10일에 일단 퇴원했으나 14일에 재차 입원했다. 이때 신조가 "암입니다"라고 알리자 신타로는 "아, 역시 그런가"라는 반응을 보였다고 한다. 그리고 20일에 예정되어 있던 소련 방문은 취소됐다.
1991년 1월 19일 감기를 이유로 또 입원했는데 당내에서도 중병이 아니냔 얘기가 나돌았다. 4월에 소련의 대통령 미하일 고르바초프가 방일하자 환영회 자리에 참석했다. 그리고 이것이 아베의 마지막 정치 활동이 되었다. 5월 15일 입원 중이던 도쿄도 분쿄구의 준텐도 병원에서 사망했다. 향년 67세. 아베가 죽은 다음 날에 아베의 3남 기시 노부오의 장남 기시 노부치요가 태어났다.
2022년 7월 8일 차남 아베 신조가 총격으로 인한 피살로 사망했으며, 공교롭게도 본인과 같은 나이에 사망했다. 이후 2024년 2월 4일 부인 아베 요코도 향년 95세로 장수한 후에 사망하였다.

## 가족 관계

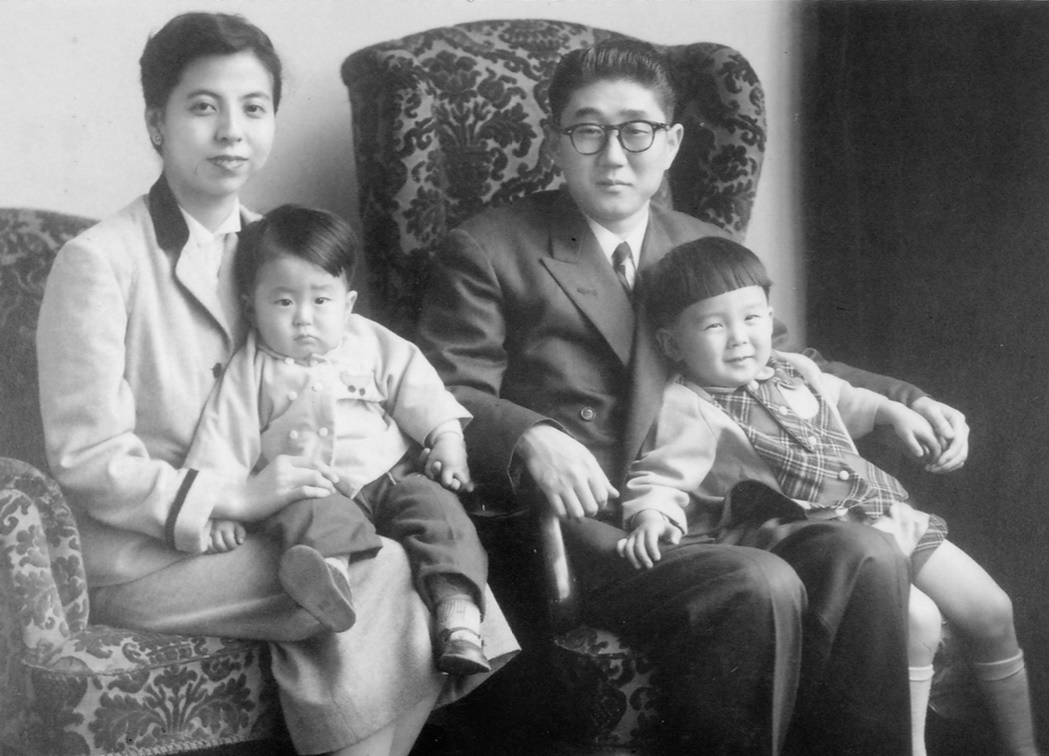
왼쪽부터 아내 요코와 차남 신조, 신타로와 장남 히로노부.

- 장인: 기시 노부스케 - 일본 제56, 57대 내각총리대신.
  - 아내: 아베 요코(1928년 6월 14일~2024년 2월 4일) - 기시 노부스케의 장녀.
    - 장남: 아베 히로노부(1952년 5월 30일~) - 미쓰비시 상사 패키지 사장.
    - 차남: 아베 신조(1954년 9월 21일~2022년 7월 8일) - 일본 제21·25대 자유민주당 총재, 제90·96·97·98대 내각총리대신.
    - 며느리: 아베 아키에(1962년 6월 10일~) - 아베 신조의 부인.
    - 3남: 기시 노부오(1959년 4월 1일~) - 외가 기시가의 양자로 입적, 참의원 의원, 중의원 의원, 방위대신.

- 니시무라 마사오 - 아베 신타로의 이부동생.

### 가계도
|             |             |             |             | 아베 다메                                                            | 아베 다메                                                            | 아베 다메                                                            | 아베 다메                                                            | 아베 다메                                                            | 아베 다메                                                            |                                                       |                                                       |                                                       |                                                       |  |  | 아베 도라노스케                                                                          | 아베 도라노스케                                                                          | 아베 도라노스케                                                                          | 아베 도라노스케                                                                          | 아베 도라노스케                                                                          | 아베 도라노스케                                                                          |  |  |                                                                                             |                                                                                             |                                                                                             |                                                                                             |                                                                                             |                                                                                             |  |  |             |             |             |             |             |             |  |  |                                                        |                                                        |                                                        |                                                        |                                                        |                                                        |  |  |
|             |             |             |             | 아베 다메                                                            | 아베 다메                                                            | 아베 다메                                                            | 아베 다메                                                            | 아베 다메                                                            | 아베 다메                                                            |                                                       |                                                       |                                                       |                                                       |  |  | 아베 도라노스케                                                                          | 아베 도라노스케                                                                          | 아베 도라노스케                                                                          | 아베 도라노스케                                                                          | 아베 도라노스케                                                                          | 아베 도라노스케                                                                          |  |  |                                                                                             |                                                                                             |                                                                                             |                                                                                             |                                                                                             |                                                                                             |  |  |             |             |             |             |             |             |  |  |                                                        |                                                        |                                                        |                                                        |                                                        |                                                        |  |  |
|             |             |             |             |                                                                      |                                                                      |                                                                      |                                                                      |                                                                      |                                                                      |                                                       |                                                       |                                                       |                                                       |  |  |                                                                                          |                                                                                          |                                                                                          |                                                                                          |                                                                                          |                                                                                          |  |  |                                                                                             |                                                                                             |                                                                                             |                                                                                             |                                                                                             |                                                                                             |  |  |             |             |             |             |             |             |  |  |                                                        |                                                        |                                                        |                                                        |                                                        |                                                        |  |  |
|             |             |             |             |                                                                      |                                                                      |                                                                      |                                                                      |                                                                      |                                                                      |                                                       |                                                       |                                                       |                                                       |  |  |                                                                                          |                                                                                          |                                                                                          |                                                                                          |                                                                                          |                                                                                          |  |  |                                                                                             |                                                                                             |                                                                                             |                                                                                             |                                                                                             |                                                                                             |  |  |             |             |             |             |             |             |  |  |                                                        |                                                        |                                                        |                                                        |                                                        |                                                        |  |  |
|             |             |             |             | 아베 시즈코 일본 제국 육군 대장 오시마 요시마사의 손녀               | 아베 시즈코 일본 제국 육군 대장 오시마 요시마사의 손녀               | 아베 시즈코 일본 제국 육군 대장 오시마 요시마사의 손녀               | 아베 시즈코 일본 제국 육군 대장 오시마 요시마사의 손녀               | 아베 시즈코 일본 제국 육군 대장 오시마 요시마사의 손녀               | 아베 시즈코 일본 제국 육군 대장 오시마 요시마사의 손녀               |                                                       |                                                       |                                                       |                                                       |  |  | 아베 간 1894년-1946년 일본의 중의원 의원                                                 | 아베 간 1894년-1946년 일본의 중의원 의원                                                 | 아베 간 1894년-1946년 일본의 중의원 의원                                                 | 아베 간 1894년-1946년 일본의 중의원 의원                                                 | 아베 간 1894년-1946년 일본의 중의원 의원                                                 | 아베 간 1894년-1946년 일본의 중의원 의원                                                 |  |  |                                                                                             |                                                                                             |                                                                                             |                                                                                             |                                                                                             |                                                                                             |  |  |             |             |             |             |             |             |  |  |                                                        |                                                        |                                                        |                                                        |                                                        |                                                        |  |  |
|             |             |             |             | 아베 시즈코 일본 제국 육군 대장 오시마 요시마사의 손녀               | 아베 시즈코 일본 제국 육군 대장 오시마 요시마사의 손녀               | 아베 시즈코 일본 제국 육군 대장 오시마 요시마사의 손녀               | 아베 시즈코 일본 제국 육군 대장 오시마 요시마사의 손녀               | 아베 시즈코 일본 제국 육군 대장 오시마 요시마사의 손녀               | 아베 시즈코 일본 제국 육군 대장 오시마 요시마사의 손녀               |                                                       |                                                       |                                                       |                                                       |  |  | 아베 간 1894년-1946년 일본의 중의원 의원                                                 | 아베 간 1894년-1946년 일본의 중의원 의원                                                 | 아베 간 1894년-1946년 일본의 중의원 의원                                                 | 아베 간 1894년-1946년 일본의 중의원 의원                                                 | 아베 간 1894년-1946년 일본의 중의원 의원                                                 | 아베 간 1894년-1946년 일본의 중의원 의원                                                 |  |  |                                                                                             |                                                                                             |                                                                                             |                                                                                             |                                                                                             |                                                                                             |  |  |             |             |             |             |             |             |  |  |                                                        |                                                        |                                                        |                                                        |                                                        |                                                        |  |  |
|             |             |             |             |                                                                      |                                                                      |                                                                      |                                                                      |                                                                      |                                                                      |                                                       |                                                       |                                                       |                                                       |  |  |                                                                                          |                                                                                          |                                                                                          |                                                                                          |                                                                                          |                                                                                          |  |  |                                                                                             |                                                                                             |                                                                                             |                                                                                             |                                                                                             |                                                                                             |  |  |             |             |             |             |             |             |  |  |                                                        |                                                        |                                                        |                                                        |                                                        |                                                        |  |  |
|             |             |             |             |                                                                      |                                                                      |                                                                      |                                                                      |                                                                      |                                                                      |                                                       |                                                       |                                                       |                                                       |  |  |                                                                                          |                                                                                          |                                                                                          |                                                                                          |                                                                                          |                                                                                          |  |  |                                                                                             |                                                                                             |                                                                                             |                                                                                             |                                                                                             |                                                                                             |  |  |             |             |             |             |             |             |  |  |                                                        |                                                        |                                                        |                                                        |                                                        |                                                        |  |  |
|             |             |             |             | 아베 요코 1928년- 일본의 제56·57대 내각총리대신 기시 노부스케의 장녀 | 아베 요코 1928년- 일본의 제56·57대 내각총리대신 기시 노부스케의 장녀 | 아베 요코 1928년- 일본의 제56·57대 내각총리대신 기시 노부스케의 장녀 | 아베 요코 1928년- 일본의 제56·57대 내각총리대신 기시 노부스케의 장녀 | 아베 요코 1928년- 일본의 제56·57대 내각총리대신 기시 노부스케의 장녀 | 아베 요코 1928년- 일본의 제56·57대 내각총리대신 기시 노부스케의 장녀 |                                                       |                                                       |                                                       |                                                       |  |  | 아베 신타로 1924년-1991년 일본의 농림대신 내각관방장관 통상산업대신 외무대신 중의원 의원 | 아베 신타로 1924년-1991년 일본의 농림대신 내각관방장관 통상산업대신 외무대신 중의원 의원 | 아베 신타로 1924년-1991년 일본의 농림대신 내각관방장관 통상산업대신 외무대신 중의원 의원 | 아베 신타로 1924년-1991년 일본의 농림대신 내각관방장관 통상산업대신 외무대신 중의원 의원 | 아베 신타로 1924년-1991년 일본의 농림대신 내각관방장관 통상산업대신 외무대신 중의원 의원 | 아베 신타로 1924년-1991년 일본의 농림대신 내각관방장관 통상산업대신 외무대신 중의원 의원 |  |  |                                                                                             |                                                                                             |                                                                                             |                                                                                             |                                                                                             |                                                                                             |  |  |             |             |             |             |             |             |  |  |                                                        |                                                        |                                                        |                                                        |                                                        |                                                        |  |  |
|             |             |             |             | 아베 요코 1928년- 일본의 제56·57대 내각총리대신 기시 노부스케의 장녀 | 아베 요코 1928년- 일본의 제56·57대 내각총리대신 기시 노부스케의 장녀 | 아베 요코 1928년- 일본의 제56·57대 내각총리대신 기시 노부스케의 장녀 | 아베 요코 1928년- 일본의 제56·57대 내각총리대신 기시 노부스케의 장녀 | 아베 요코 1928년- 일본의 제56·57대 내각총리대신 기시 노부스케의 장녀 | 아베 요코 1928년- 일본의 제56·57대 내각총리대신 기시 노부스케의 장녀 |                                                       |                                                       |                                                       |                                                       |  |  | 아베 신타로 1924년-1991년 일본의 농림대신 내각관방장관 통상산업대신 외무대신 중의원 의원 | 아베 신타로 1924년-1991년 일본의 농림대신 내각관방장관 통상산업대신 외무대신 중의원 의원 | 아베 신타로 1924년-1991년 일본의 농림대신 내각관방장관 통상산업대신 외무대신 중의원 의원 | 아베 신타로 1924년-1991년 일본의 농림대신 내각관방장관 통상산업대신 외무대신 중의원 의원 | 아베 신타로 1924년-1991년 일본의 농림대신 내각관방장관 통상산업대신 외무대신 중의원 의원 | 아베 신타로 1924년-1991년 일본의 농림대신 내각관방장관 통상산업대신 외무대신 중의원 의원 |  |  |                                                                                             |                                                                                             |                                                                                             |                                                                                             |                                                                                             |                                                                                             |  |  |             |             |             |             |             |             |  |  |                                                        |                                                        |                                                        |                                                        |                                                        |                                                        |  |  |
|             |             |             |             |                                                                      |                                                                      |                                                                      |                                                                      |                                                                      |                                                                      |                                                       |                                                       |                                                       |                                                       |  |  |                                                                                          |                                                                                          |                                                                                          |                                                                                          |                                                                                          |                                                                                          |  |  |                                                                                             |                                                                                             |                                                                                             |                                                                                             |                                                                                             |                                                                                             |  |  |             |             |             |             |             |             |  |  |                                                        |                                                        |                                                        |                                                        |                                                        |                                                        |  |  |
|             |             |             |             |                                                                      |                                                                      |                                                                      |                                                                      |                                                                      |                                                                      |                                                       |                                                       |                                                       |                                                       |  |  |                                                                                          |                                                                                          |                                                                                          |                                                                                          |                                                                                          |                                                                                          |  |  |                                                                                             |                                                                                             |                                                                                             |                                                                                             |                                                                                             |                                                                                             |  |  |             |             |             |             |             |             |  |  |                                                        |                                                        |                                                        |                                                        |                                                        |                                                        |  |  |
| 아베 사치코 | 아베 사치코 | 아베 사치코 | 아베 사치코 | 아베 사치코                                                          | 아베 사치코                                                          |                                                                      |                                                                      | 아베 히로노부 1952년- 일본의 미쓰비시상사 패키징 사장                | 아베 히로노부 1952년- 일본의 미쓰비시상사 패키징 사장                | 아베 히로노부 1952년- 일본의 미쓰비시상사 패키징 사장 | 아베 히로노부 1952년- 일본의 미쓰비시상사 패키징 사장 | 아베 히로노부 1952년- 일본의 미쓰비시상사 패키징 사장 | 아베 히로노부 1952년- 일본의 미쓰비시상사 패키징 사장 |  |  | 아베 아키에 1962년-                                                                      | 아베 아키에 1962년-                                                                      | 아베 아키에 1962년-                                                                      | 아베 아키에 1962년-                                                                      | 아베 아키에 1962년-                                                                      | 아베 아키에 1962년-                                                                      |  |  | 아베 신조 1954년-2022년 일본의 제90·96·97·98대 내각총리대신 제72대 내각관방장관 중의원 의원 | 아베 신조 1954년-2022년 일본의 제90·96·97·98대 내각총리대신 제72대 내각관방장관 중의원 의원 | 아베 신조 1954년-2022년 일본의 제90·96·97·98대 내각총리대신 제72대 내각관방장관 중의원 의원 | 아베 신조 1954년-2022년 일본의 제90·96·97·98대 내각총리대신 제72대 내각관방장관 중의원 의원 | 아베 신조 1954년-2022년 일본의 제90·96·97·98대 내각총리대신 제72대 내각관방장관 중의원 의원 | 아베 신조 1954년-2022년 일본의 제90·96·97·98대 내각총리대신 제72대 내각관방장관 중의원 의원 |  |  | 기시 지카코 | 기시 지카코 | 기시 지카코 | 기시 지카코 | 기시 지카코 | 기시 지카코 |  |  | 기시 노부오 1959년- 일본의 제21대 방위대신 중의원 의원 | 기시 노부오 1959년- 일본의 제21대 방위대신 중의원 의원 | 기시 노부오 1959년- 일본의 제21대 방위대신 중의원 의원 | 기시 노부오 1959년- 일본의 제21대 방위대신 중의원 의원 | 기시 노부오 1959년- 일본의 제21대 방위대신 중의원 의원 | 기시 노부오 1959년- 일본의 제21대 방위대신 중의원 의원 |  |  |
| 아베 사치코 | 아베 사치코 | 아베 사치코 | 아베 사치코 | 아베 사치코                                                          | 아베 사치코                                                          |                                                                      |                                                                      | 아베 히로노부 1952년- 일본의 미쓰비시상사 패키징 사장                | 아베 히로노부 1952년- 일본의 미쓰비시상사 패키징 사장                | 아베 히로노부 1952년- 일본의 미쓰비시상사 패키징 사장 | 아베 히로노부 1952년- 일본의 미쓰비시상사 패키징 사장 | 아베 히로노부 1952년- 일본의 미쓰비시상사 패키징 사장 | 아베 히로노부 1952년- 일본의 미쓰비시상사 패키징 사장 |  |  | 아베 아키에 1962년-                                                                      | 아베 아키에 1962년-                                                                      | 아베 아키에 1962년-                                                                      | 아베 아키에 1962년-                                                                      | 아베 아키에 1962년-                                                                      | 아베 아키에 1962년-                                                                      |  |  | 아베 신조 1954년-2022년 일본의 제90·96·97·98대 내각총리대신 제72대 내각관방장관 중의원 의원 | 아베 신조 1954년-2022년 일본의 제90·96·97·98대 내각총리대신 제72대 내각관방장관 중의원 의원 | 아베 신조 1954년-2022년 일본의 제90·96·97·98대 내각총리대신 제72대 내각관방장관 중의원 의원 | 아베 신조 1954년-2022년 일본의 제90·96·97·98대 내각총리대신 제72대 내각관방장관 중의원 의원 | 아베 신조 1954년-2022년 일본의 제90·96·97·98대 내각총리대신 제72대 내각관방장관 중의원 의원 | 아베 신조 1954년-2022년 일본의 제90·96·97·98대 내각총리대신 제72대 내각관방장관 중의원 의원 |  |  | 기시 지카코 | 기시 지카코 | 기시 지카코 | 기시 지카코 | 기시 지카코 | 기시 지카코 |  |  | 기시 노부오 1959년- 일본의 제21대 방위대신 중의원 의원 | 기시 노부오 1959년- 일본의 제21대 방위대신 중의원 의원 | 기시 노부오 1959년- 일본의 제21대 방위대신 중의원 의원 | 기시 노부오 1959년- 일본의 제21대 방위대신 중의원 의원 | 기시 노부오 1959년- 일본의 제21대 방위대신 중의원 의원 | 기시 노부오 1959년- 일본의 제21대 방위대신 중의원 의원 |  |  |

## 역대 선거 기록
|  | 18.6% |

|  | 18.8% |

|  | 16% |

|  | 26.3% |

|  | 24.1% |

|  | 24.2% |

|  | 27% |

|  | 29.8% |

|  | 31.9% |

|  | 28.4% |

|  | 34.7% |

|  | 24.8% |

## 저서
- 《ドキュメント・通商産業大臣》. サンケイ出版. 1983년 4월 30일.
- 《創造的外交をめざして》. 行政問題研究所出版局. 1984년 9월 20일.
- 《日本外交の指針 : 平和と繁栄を求めて》. 晋太郎会. 1984년 10월 9일.

## 아베를 연기한 배우
- 세토야마 이사오: 1983년 영화 『소설 요시다 학교』
- 오야마 타카오: 1991년 OVA 『이시이 히사이치의 대정계』
- 히라이즈미 세이: 2006년 『아베 신조가 호읍한 날』

## 같이 보기
- 친한파
- 아베파 사천왕
- 세계평화통일가정연합

## 참고 문헌
- 秦郁彦 (2002). 《日本近現代人物履歴事典》. 東京大学出版会.
- 野上忠興 (2004년 4월). 《気骨―安倍晋三のDNA》. 講談社. ISBN 9784062123082.
- 山際澄夫 (2003년 9월). 《安倍晋三物語》. 恒文社21. ISBN 9784770411020.
- 神一行 (2002년 3월). 《閨閥－特権階級の盛衰の系譜》. 角川文庫 改訂新版판. 角川書店. 62,212–228쪽. ISBN 9784043533060.
- 野上忠興 (2015년 11월 12일). 《安倍晋三 沈黙の仮面 ―その血脈と生い立ちの秘密―》. 小学館. ISBN 9784093884471.
- 青木理 (2017년 1월 20일). 《安倍三代》. 朝日新聞出版. ISBN 9784023315433.

| 전임 구라이시 다다오 | 제46대 농림대신 1974년 12월 9일~1976년 9월 15일 | 후임 오이시 부이치 |

| 전임 소노다 스나오 | 제41대 내각관방장관 1977년 11월 28일~1978년 12월 7일 | 후임 다나카 로쿠스케 |

| 전임 다나카 로쿠스케 | 제40대 통상산업대신 1981년 11월 30일~1982년 11월 27일 | 후임 야마나카 사다노리 |

| 전임 사쿠라우치 요시오 | 제107·108대 외무대신 1982년 11월 27일~1986년 7월 22일 | 후임 구라나리 다다시 |